# Modèle de Hubbard

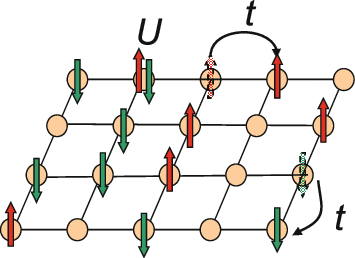
Modèle de Hubbard à deux dimensions.

Le modèle de Hubbard est un modèle étudié en théorie de la matière condensée. 
Il décrit des fermions (généralement des électrons) sur un réseau (en général les atomes qui forment un solide), qui interagissent uniquement lorsqu'ils se trouvent sur le même site (c'est-à-dire sur le même atome). Ce modèle a été introduit en 1963 à peu près simultanément par John Hubbard (en), Martin C. Gutzwiller et Junjiro Kanamori. Il est parfois appelé modèle de Hubbard-Gutzwiller-Kanamori pour cette raison. Cependant, dans sa théorie du superéchange dans les isolants antiferromagnétiques, P. W. Anderson avait déjà utilisé des approximations consistant à négliger la répulsion des électrons ne se trouvant pas sur le même site pour calculer l'énergie de l'état virtuel. Ces approximations sont analogues à celles utilisées dans la construction du modèle de Hubbard, et on pourrait argumenter que le modèle devrait s'appeler modèle de Hubbard-Gutzwiller-Kanamori-Anderson. 
Le choix d'une interaction de très courte portée (alors que la répulsion coulombienne entre électrons est à longue portée) est une façon approchée de prendre en compte les effets d'écrantage dus aux électrons des couches internes des atomes qui ont pour effet de réduire la portée des interactions effectives entre les électrons. Il est remarquable que même avec une interaction aussi simplifiée, le modèle de Hubbard possède un diagramme de phase très riche. L'étude de ce modèle, ou de modèles reliés, comme le modèle t-J constitue de ce fait une branche importante de la théorie de la matière condensée. Les aspects les plus importants du modèle de Hubbard sont la possibilité de décrire une transition de phase entre un état métallique et un état isolant sous l'effet d'un dopage ou d'une pression, la possibilité d'obtenir des phases ferromagnétiques (Effet Nagaoka ou modèles de Hubbard avec bandes plates), et l'existence de phases antiferromagnétiques itinérantes ou localisées. 
Le hamiltonien du modèle de Hubbard s'écrit en seconde quantification :
{\displaystyle H=-t\sum _{\langle i,j\rangle ,\sigma }(c_{i,\sigma }^{\dagger }c_{j,\sigma }+c_{j,\sigma }^{\dagger }c_{i,\sigma })+U\sum _{i}n_{i,\uparrow }n_{i,\downarrow }}
où {\displaystyle i,j} sont les indices des sites, {\displaystyle \langle \ldots \rangle } indique une somme limitée aux plus proches voisins, {\displaystyle \sigma =\uparrow ,\downarrow } représente le spin d'un fermion, {\displaystyle t} mesure la largeur de bande, {\displaystyle U} mesure la répulsion sur site, {\displaystyle c^{\dagger }} est l'opérateur de création pour un fermion, {\displaystyle c} est l'opérateur d'annihilation. On voit que le terme en {\displaystyle t} annihile un fermion de spin {\displaystyle \sigma } sur le site {\displaystyle i} et le recrée sur le site premier voisin {\displaystyle j}. Le nombre total de fermions est donc conservé. Le terme en {\displaystyle U} n'est différent de zéro que si deux fermions de spin opposés se trouvent sur le même site. Pour {\displaystyle U=0}, le hamiltonien de Hubbard se réduit au modèle des liaisons fortes. 

## Une dimension
En une dimension, le modèle de Hubbard est exactement soluble comme l'ont montré E. H. Lieb et F. Y. Wu en 1967. Au demi-remplissage, le modèle est dans un état isolant pour {\displaystyle U>0}, avec une fente énergétique dans les excitations de charge qui varie comme {\displaystyle t\exp(-t/U)} pour {\displaystyle U\ll t}. Lorsqu'on s'éloigne du demi-remplissage, le modèle de Hubbard est dans un état conducteur parfait. Cet état métallique est un liquide de Luttinger qui présente une séparation spin-charge, et des fluctuations vers un état antiferromagnétique.

## Au-delà d'une dimension
Au-dessus d'une dimension, il n'existe pas de solution exacte du modèle de Hubbard. Une approximation de champ moyen dans le cas demi-rempli prédit un ordre antiferromagnétique à longue distance et un état isolant. Au-delà du demi-remplissage, on s'attend à trouver un état métallique. Diverses approximations ont été proposées pour traiter le modèle de Hubbard. Dans son article de 1963, J. Hubbard a introduit trois approximations différentes, appelées dans la littérature sur ce modèle approximations Hubbard I, II, III. En 1965, M. C. Gutzwiller a proposé une fonction d'onde variationnelle obtenue en projetant la fonction d'onde d'un gaz de fermions sans interaction dans un sous espace d'états non doublement occupés. Du fait de la complication de cette fonction d'onde, Gutzwiller a proposé une approximation prenant  en compte approximativement la contrainte de non double occupation. Elle a été utilisée par W. Brinkmann et T. M. Rice en 1970 pour décrire la transition métal-isolant du modèle de Hubbard. Dans les années 1980, l'approximation de Gutzwiller a été reformulée en introduisant des particules fictives dans le modèles appelées bosons esclaves. D'autre part, les progrès en capacité de calcul numérique ont permis d'étudier le modèle de Hubbard par diagonalisation exacte ou par une méthode de Monte-Carlo Variationnelle (en utilisant par exemple la fonction d'onde de Gutzwiller) ou encore par l'algorithme de Monte-Carlo quantique. 

## Résultats exacts
- État de Nagaoka : un seul trou dans un état demi-rempli pour {\displaystyle U\to \infty } produit  un état ferromagnétique.

- Ferromagnétisme : Pour certains réseaux dans lesquels pour {\displaystyle U=0} il existe des bandes plates (c’est-à-dire que l'énergie des fermions est indépendante de la quasi-impulsion), on peut montrer rigoureusement[7] l'existence d'un état fondamental ferromagnétique.